# メチロファーガ属
メチロファーガ属はピスキリケッチア科に属するグラム陰性の非芽胞形成好気性桿菌。基準種はメチロファーガ・マリナのみが知られている。名称はメチルを食べるものを意味する。
海水などに生息する好塩菌。単数の炭素化合物のみを利用する偏性メチル栄養細菌に分類されるが、メタンモノオキシゲナーゼを持たずメタンは利用できない。メタノール及びメタンアミンはリブロース一リン酸経路を通じて利用することができる。